# Vlora Beđeti
Vlora Beđeti, slovenska judoistka, * 22. oktober 1991, Slovenija.
Vlora Beđeti je osvojila bronasti medalji na Svetovnem prvenstvu 2013 v Riu de Janeiro in Evropskem prvenstvu 2010 na Dunaju ter zlato medaljo na Sredozemskih igrah 2013 v Mersinu. Leta 2013 je prejela Bloudkovo plaketo »za pomemben mednarodni dosežek v športu«.